# Pas del Llop (Montsec)
El Pas del Llop és un pas de muntanya a 1.611,7 m. alt. del límit dels termes municipals d'Àger, a la Noguera, i Sant Esteve de la Sarga, al Pallars Jussà. És al Serrat Alt, de la carena principal del Montsec d'Ares, al Montsec de Calafí, a ponent del Tossal de l'Osca, a la part oriental de la serralada.